# فرودگاه سنتنا دو ارگوایا
فرودگاه سنتنا دو ارگوایا (به انگلیسی: Santana do Araguaia Airport) (به زبان بومی: Aeroporto de Santana do Araguaia) یک فرودگاه همگانی مسافربری با کد یاتا CMP است که یک باند فرود آسفالت دارد و طول باند آن ۱۵۰۶ متر است. این فرودگاه در کشور برزیل قرار دارد و در ارتفاع ۱۸۲ متری از سطح دریا واقع شده است.